# Undiscovered Soul
Undiscovered Soul ist das zweite Solo-Album von Richie Sambora, dem Gitarristen der Band Bon Jovi. Es wurde 1998 veröffentlicht. Nach der Welttournee zum Band-Album These Days von 1995 bis 1996 machte die Band erneut eine Pause, damit sich die Band-Mitglieder ihren Solo-Projekten widmen konnten. 

## Musikstil
Der Sound des Albums ist sehr experimentell und die Songs lassen sich nicht alle nur einer Stilrichtung zuordnen. Das Album enthält Balladen (All That Really Matters), Hard-Rock- (Who I Am), Stadion-Rock- (Hard Times Come Easy), und Bluesrock-Nummern (Harlem Rain).
Kritiken loben zwar die Fähigkeiten Richie Samboras als Gitarrist und Songwriter, vermissen aber den ein oder anderen eingängigen Refrain. Die Fans mögen das Album, wenn Richie Sambora auch mit dem Album kaum neue hinzugewinnen konnte, da der große Erfolg ausblieb.

## Trackliste
Es gibt zwei verschiedene Ausgaben des Albums, eine allgemeine Version und eine japanische Version. Die Versionen unterscheiden vor allem sich durch das Cover, einer anderen Reihenfolge der Trackliste und einem Bonustrack. Außerdem sind auf der japanischen Version kleinere Aufnahmen vorhanden, die keine eigenen Tracks sind, wie ein kurzer Wortwechsel oder ein kurzes Gitarrenspiel; darin erklären sich die meisten Unterschiede in der Tracklänge.

### Standardversion
1. Made in America (Richie Sambora, Richard Supa) – 5:34
2. Hard Times Come Easy (Sambora, Supa) – 4:34
3. Fallen from Graceland (Sambora, Supa, David Bryan)- 5:39
4. If God Was a Woman (Sambora, Supa, Bryan) – 4:02
5. All That Really Matters (Sambora, Supa) – 4:19
6. You’re Not Alone (Sambora, Tom Marolda) – 4:19
7. In It for Love (Sambora, Supa) – 4:19
8. Chained (Sambora, Marolda, Ernie White) – 3:27
9. Harlem Rain (Sambora, Supa) – 5:01
10. Who I Am (Sambora, Marti Frederiksen) – 7:08
11. Downside of Love (Sambora, Supa, Bryan) – 5:26
12. Undiscovered Soul (Sambora, Supa) – 7:14

### Japan-Version
1. Made in America – 5:48
2. Hard Times Come Easy – 4:35
3. Fallen from Graceland – 6:49
4. You’re Not Alone – 4:45
5. Undiscovered Soul – 7:47
6. In It for Love – 4:24
7. If God Was a Woman – 4:03
8. All That Really Matters – 5:08
9. Chained – 3:30
10. Downside of Love – 5:27
11. Harlem Rain – 5:45
12. Who I Am – 7:07
13. All That Really Matters (Reprise Collector Version) – 5:01

### Songinformationen
Als Single konnte sich Hard Times Come Easy in den USA lediglich in den Mainstream-Rock-Charts platzieren (auf Platz 39). Der Erfolg des Albums war generell in den USA viel geringer als der von Stranger in This Town, in Europa dagegen ist Undiscovered Soul in noch mehr Ländern in die Charts eingestiegen, wenn auch nicht überaus erfolgreich.
Die verschiedenen Längen der zwei Albumversionen kommen nur bei Fallen from Graceland und Undiscovered Soul durch signifikante Unterschiede des Liedes zustande. So ist die japanische Variante von Fallen from Graceland langsamer als die Standardvariante und hat zweimal den gleichen Chorus, bei der Standardversion ist der erste Chorus kürzer, der zweite entspricht dem, der japanischen Version. Der Song Undiscovered Soul hat in der japanischen Variante noch ein Gitarren-Solo und ein Teil des Refrains wird noch einmal wiederholt.
Auch die anderen Songs unterscheiden sich geringfügig beim Tempo und der Instrumentierung. Ebenso das Lied All That Really Matters, welches sich allerdings auch textlich in der ersten Strophe unterscheidet. Dabei ähnelt die Version von Track 5 auf der Standardversion sehr stark der von Track 8 der japanischen Version. Der letzte Track auf dem japanischen Album enthält noch einmal eine andere Strophe und den Refrain des Liedes, wird aber komplett anders instrumentiert. Die Strophe beginnt ähnlich, wird aber vollkommen anders aufgelöst. Allerdings ist das Ganze nur gut zwei Minuten lang, den Rest der fünf Minuten hört man nur, wie Richie Sambora in einer Schleife You’re not Alone sagt.